# E2 (шифр)
E2 (англ. Efficient Encryption — эффективное шифрование) — в криптографии семейство симметричных блочных криптоалгоритмов на основе ячейки Фейстеля. E2 использует блок размером 128 бит и ключи длиной 128, 192, 256 бит. Создан в компании NTT (Nippon Telegraph and Telephone) в 1998 году и был представлен на AES конкурсе. Наследником данного шифра является шифр Camellia, который также является результатом творчества компании NTT (Nippon Telegraph and Telephone).

## История
Шифр E2, созданный компанией NTT, был представлен на конкурсе AES вместе с другими четырнадцатью шифрами. E2 прошел тест на криптостойкость успешно. Стойкость шифра E2 не повлияла на его быстродействие. E2 занял одну из лидирующих позиций как в соревновании на скорость шифрования/расшифрования, так и в быстроте формирования ключей. В частности, реализация шифра E2 (компилятор Borland) показала скорость шифрования/расшифрования 26 Мбит/сек. Впрочем, скорость свыше 25 Мбит/сек была показана и пятью другими лидерами. Несмотря на то, что показатели шифра менялись в зависимости от компилятора, платформы и логики, общая тенденция оставалась неизменной. Большинство авторов, писавших о конкурсе AES, утверждают, что E2 наряду с некоторыми другими шифрами успешно прошел первый круг. Однако E2 не попал в финал в пятерку лучших шифров. НИСТ было отмечено, что несмотря на хорошие показатели скорости и отсутствие уязвимостей, требования к энергонезависимой памяти слишком высоки (аналогично пострадал и CAST-256).

## Алгоритм шифрования

Работу алгоритма шифрования можно разделить на три основные части: IT-функция, или преобразователь начальных данных (англ. initial transformation (IT)), ячейка Фейстеля на базе F-функции, повторяющаяся 12 раз, и FT-функция, или преобразователь конечных данных (англ. finale transformation (FT)). Блок алгоритма, отвечающий за планировку ключей (англ. key sheduling part), до начала шифрования из секретного ключа К создает шестнадцать подключей {k1,..k16}, каждый из которых является 128-разрядным битовым вектором (элементом поля Галуа(2^128)).
Первое преобразование открытого текста M производится с помощью IT-функции и двух сгенерированных ключей под номерами 13 и 14({\displaystyle k_{13}} и {\displaystyle k_{14}})
M‘=IT(M,{\displaystyle k_{13}},{\displaystyle k_{14}})
M` разбивается на два блока {\displaystyle L_{0}} и {\displaystyle R_{0}} равной длины, каждый из элементов {\displaystyle L_{0}} и {\displaystyle R_{0}} является битовым вектором размерностью 64 бита. Затем выполняются 12 циклов преобразований в ячейке Фейстеля, в которой правый блок на текущей итерации цикла {\displaystyle R_{r}} определяется сложением по модулю два левой части предыдущей итерации цикла {\displaystyle R_{r-1}} и результата функции F, аргументами которой являются правая часть предыдущей итерации {\displaystyle R_{r-1}} и ключ {\displaystyle k_{r}}, а левому блоку на r шаге цикла присваивается значение правого блока на r-1 шаге. Цикл повторяется 12 раз, то есть r изменяется от 1 до 12
{\displaystyle R_{r}} = {\displaystyle L_{r-1}}{\displaystyle \oplus F(R_{r-1},k_{r})}
{\displaystyle L_{r}} = {\displaystyle R_{r-1}}.
Финальный этап шифрования — выполнение FT-функции. Результат FT-функции, аргументами которой являются конкатенация правой {\displaystyle R_{12}} и левой {\displaystyle L_{12}} частей на выходе 12 итерации ячейки Фейстеля и ключи {\displaystyle k_{1},k_{2}}:
{\displaystyle C=FT(C}`{\displaystyle ,k_{16},k_{15})}

## Алгоритм расшифрования

Расшифрование происходит по схеме, аналогичной шифрованию. Работу алгоритма расшифрования, можно разделить на три
основные части: IT-функция (начальное преобразование — англ. initial information (IT)), 12 циклов ячейки Фейстеля с F-функцией
и в конце FT-функция (англ. finale transformation (FT)). Блок алгоритма, отвечающий за планировку ключей (англ. key scheduling), из секретного ключа непосредственно перед шифрованием генерирует 16 подключей {{\displaystyle k_{1},k_{2},\dots ,k_{16}}}, которые являются битовыми векторами размерностью 128 (элементом поля Галуа GF(2^128)).
На первом этапе происходит выполнение IT-функции, аргументами которой являются криптограмма С и два подключа {\displaystyle {k_{15},k_{16}}}
{\displaystyle C}`{\displaystyle =IT(C,k_{16},k_{15})}
Результат IT-функции C` разбивается на 2 равные части по 64 бита(половина блока): правую и левую ({\displaystyle R_{12},L_{12}}). Далее выполняются 12 циклов ячейки Фейстеля на базе F-Функции ({\displaystyle r} меняется от 12 до 1).
{\displaystyle L_{r-1}=R_{r}\oplus F(L_{r},k_{r})}
{\displaystyle R_{r-1}=L_{r}}
По завершении последнего цикла ячейки Фейстеля осуществляется конкатенация половинок блока ({\displaystyle L_{0},R_{0}}). И в конце — финальное преобразование: выполняется FT-функция, аргументами которой являются результат конкатенации {\displaystyle M}` и два ключа {\displaystyle k_{13},k_{14}}. Результатом выполнения FT-функции является открытый текст {\displaystyle M}.
{\displaystyle M=FT(M,k_{13},k_{14})}

## Генератор ключей (Планировщик ключей)
На основе секретного ключа {\displaystyle K=(K_{1},K_{2},K_{3},K_{4})} ({\displaystyle K_{i}} {{\displaystyle i=1;2;3;4}} имеет размерность половины блока, то есть 64 бита и является аргументом для функций шифрования и расшифрования) генерируются подключи {\displaystyle ki} {i=1;2…16} (битовые вектора размерности 128) с помощью G-функции и S-функции. Процедура генерации ключей остается почти неизменной, если длина секретного ключа равна 128, 192 или 256 бит. Если заданная длина 128 бит, в качестве значений {\displaystyle K_{3},K_{4}} выбираются константы следующим образом: {\displaystyle K_{3}=S(S(S(v_{-1})))} , {\displaystyle K_{4}=S(S(S(S(v_{-1}))))}. Если длина ключа 192 бита, значение ключа — {\displaystyle K_{4}=S(S(S(S(v_{-1}))))}, где S() — S-функция.

## Элементарные функции

### F-функция
{\displaystyle F\colon H\times H^{2}\to H}
{\displaystyle (X,(K^{(1)},K^{(2)}))\to Y=BRL(S(PS(X\oplus K^{(1)}))\oplus K^{(2)}))}

BRS(),S(),P() — соответственно BRS-функция, S-функция, P-функция; X,Y — слова двоичного алфавита размерностью 64 бита (половина блока); {\displaystyle K^{(1)},K^{(2)}} — ключи размерностью 128 бит каждый. H — пространство размерности 64 бита.
Суть F-функции — преобразование слов бинарного алфавита размерности 64 бита при заданном ключе размерности 128 бит. Результат преобразования — слово бинарного алфавита размерности 64 бита.

### IT-Функция (функция начальной обработки)
IT-функция или преобразователь начальных данных:
{\displaystyle IT\colon H^{2}\times H^{2}\times H^{2}\to H}
{\displaystyle (X,A,B)\to Y=BP((X\oplus A)\otimes B)}
H — пространство слов бинарного алфавита размерности 64 бит; X,A,B — бинарные слова размерности 128 бит; BP() — BP-функция; {\displaystyle \otimes } — бинарная операция.

### FT-Функция (функция завершающего преобразования)
FT-функция или преобразователь конечных данных:
{\displaystyle FT\colon H^{2}\times H^{2}\times H^{2}\to H}
{\displaystyle (X,A,B)\to Y=BP^{-1}((XdeB)\oplus A)}.
H — пространство слов бинарного алфавита размерности 64 бит; X,A,B — бинарные слова размерности 128 бит; {\displaystyle BP^{-1}}() — функция, обратная BP-функции; {\displaystyle de} — бинарная операция de.
FT-функция — это функция, обратная IT-функции:
{\displaystyle X=FT(IT(X,A,B),A,B)}.

### BRL-Функция
BRL-функция(англ. byte rotate left function), или циклический сдвиг влево, — составляющая часть F-функции:
{\displaystyle BRL\colon H\to H}
{\displaystyle (b1,b2,b3,\dots b8)\to (b2,b3,\dots b8,b1)}
{\displaystyle b_{i}} {{\displaystyle i=1\dots 8}} — бинарное слово размерности 8 бит(байт) или, иными словами, элемент поля Галуа {\displaystyle GF(2)^{8}}.

### S-Функция
S-функция — часть F-функции, которая определяется s-box:
{\displaystyle S\colon H\to H}
{\displaystyle (x_{1},x_{2},\dots x_{8})\to (s(x_{1}),s(x_{2}),\dots s(x_{8}))}.

### СтруктураS-box
S-box, использующийся в S-функции, определяется следующим образом:
{\displaystyle s:B\to B}
{\displaystyle x\to Affine(Power(x,127),97,255)},
где {\displaystyle Power(x,e)=x^{e}inGF(2^{8})}
{\displaystyle Affine(y,a,b)=a*y+b(mod2^{8}Z)}
Не возбраняется при расчетах пользоваться таблицами c уже вычисленными значениями s(x). То есть {\displaystyle s(0)=225,s(1)=66,\dots ,s(16)=204,\dots ,s(255)=42.}
| 225 | 66  | 62  | 129 | 78  | 23  | 158 | 253 | 180 | 63  | 44  | 218 | 49  | 30  | 224 | 65  |
| 204 | 243 | 130 | 125 | 124 | 18  | 142 | 187 | 228 | 88  | 21  | 213 | 111 | 233 | 76  | 75  |
| 53  | 123 | 90  | 154 | 144 | 69  | 188 | 248 | 121 | 214 | 27  | 136 | 2   | 171 | 207 | 100 |
| 9   | 12  | 240 | 1   | 164 | 176 | 246 | 147 | 67  | 99  | 134 | 220 | 17  | 165 | 131 | 139 |
| 201 | 208 | 25  | 149 | 106 | 161 | 92  | 36  | 110 | 80  | 33  | 128 | 47  | 231 | 83  | 15  |
| 145 | 34  | 4   | 237 | 166 | 72  | 73  | 103 | 236 | 247 | 192 | 57  | 206 | 242 | 45  | 190 |
| 93  | 28  | 227 | 135 | 7   | 13  | 122 | 244 | 251 | 50  | 245 | 140 | 219 | 143 | 37  | 150 |
| 168 | 234 | 205 | 51  | 101 | 84  | 6   | 141 | 137 | 10  | 94  | 217 | 22  | 14  | 113 | 108 |
| 11  | 255 | 96  | 210 | 46  | 211 | 200 | 85  | 194 | 35  | 183 | 116 | 226 | 155 | 223 | 119 |
| 43  | 185 | 60  | 98  | 19  | 229 | 148 | 52  | 177 | 39  | 132 | 159 | 215 | 81  | 0   | 97  |
| 173 | 133 | 115 | 3   | 8   | 64  | 239 | 104 | 254 | 151 | 31  | 222 | 175 | 102 | 232 | 184 |
| 174 | 189 | 179 | 235 | 198 | 107 | 71  | 169 | 216 | 167 | 114 | 238 | 29  | 126 | 170 | 182 |
| 117 | 203 | 212 | 48  | 105 | 32  | 127 | 55  | 91  | 157 | 120 | 163 | 241 | 118 | 250 | 5   |
| 61  | 58  | 68  | 87  | 59  | 202 | 199 | 138 | 24  | 70  | 156 | 191 | 186 | 56  | 86  | 26  |
| 146 | 77  | 38  | 41  | 162 | 152 | 16  | 153 | 112 | 160 | 197 | 40  | 193 | 109 | 20  | 172 |
| 249 | 95  | 79  | 196 | 195 | 209 | 252 | 221 | 178 | 89  | 230 | 181 | 54  | 82  | 74  | 42  |

### P-Функция
P-функция — составляющая часть F-функции
{\displaystyle P\colon H\to H}
{\displaystyle {\begin{pmatrix}z_{1}\\\vdots \\z_{8}\end{pmatrix}}\to {\begin{pmatrix}z_{1}^{|}\\\vdots \\z_{8}^{|}\end{pmatrix}}=P{\begin{pmatrix}z_{1}\\\vdots \\z_{8}\end{pmatrix}}}
P — матрица преобразования описывающая P-функцию
{\displaystyle P={\begin{pmatrix}0&1&1&1&1&1&1&0\\1&0&1&1&0&1&1&1\\1&1&0&1&1&0&1&1\\1&1&1&0&1&1&0&1\\1&1&0&1&1&1&0&0\\1&1&1&0&0&1&1&0\\0&1&1&1&0&0&1&1\\1&0&1&1&1&0&0&1\end{pmatrix}}}

### G-Функция

G — функция осуществляет следующее отображение:
{\displaystyle G\colon H^{4}\times H\to H^{4}\times (\!H^{4}\times H)}
{\displaystyle (\!(\!X_{1},X_{2},X_{3},X_{4})\!,U_{0})\to (\!(\!U_{1},U_{2},U_{3},U_{4}\!),(\!(\!Y_{1},Y_{2},Y_{3},Y_{4}),V\!)\!)} , где
{\displaystyle Y_{i}=\!f(X_{i})(i=\!1,2,3,4)}
{\displaystyle U_{i}=\!f(U_{i-1})\oplus Y_{i}(i=\!1,2,3,4)}
{\displaystyle V=\!U_{4}}
{\displaystyle f()} — f-функция.

### f-функция
f-функция необходима для вычисления G-функции.
f-функция определяется следующим образом:
{\displaystyle f\colon H\to H}
{\displaystyle X\to P(S(X))} , где
P() — P-функция, S() — S-функция.

### Бинарный оператор⊗{\displaystyle \otimes }
Бинарный оператор {\displaystyle \otimes } определяется следующим образом:
{\displaystyle Y=\!X\otimes B(X,Y,B)\in H^{2}}, где
{\displaystyle (x_{1},x_{2},x_{3},x_{4})=X(x_{i}\in W,i=1,2,3,4)}
{\displaystyle (b_{1},b_{2},b_{3},b_{4})=B(b_{i}\in W,i=1,2,3,4)}
{\displaystyle y_{i}=\!x_{i}(b_{i}\lor 1)mod2^{32}Z(i=1,2,3,4)}
{\displaystyle Y=(y_{1},y_{2},y_{3},y_{4})}
{\displaystyle \lor 1} — логическое побитовое сложение (логическое «или») с 1 в кольце {\displaystyle 2^{32}Z}.

### Бинарный оператор de
Бинарный оператор de определяется следующим образом:
{\displaystyle Y=\!XdeB(X,Y,B\in H^{2})} , где
{\displaystyle (y_{1},y_{2},y_{3},y_{4})=Y(y_{i}\in W,i=1,2,3,4)}
{\displaystyle (b_{1},b_{2},b_{3},b_{4})=B(b_{i}\in W,i=1,2,3,4)}
{\displaystyle x_{i}=\!y_{i}(b_{i}\lor 1)mod2^{32}Z(i=1,2,3,4)}
{\displaystyle X=(x_{1},x_{2},x_{3},x_{4})}
{\displaystyle \lor 1} — логическое побитовое сложение (логическое «или») с 1 в кольце {\displaystyle 2^{32}Z}.

### BP-функция
BP- функция, или функция перестановки байтов (англ. byte permutation), является частью IT-функции и FT — функции. Она определяется следующим образом:
{\displaystyle BP:W^{4}\to W^{4}}
{\displaystyle (x_{1},x_{2},x_{3},x_{4})\to (y_{1},y_{2},y_{3},y_{4})} ,где
{\displaystyle (x_{i}^{(1)},x_{i}^{(2)},x_{i}^{(3)},x_{i}^{(4)})=\!x_{i}(x_{i}^{j}\in B{i=1,2,3,4;j=1,2,3,4})}
{\displaystyle y_{i}=(x_{i}^{(1)},x_{i+1}^{(2)},x_{i+2}^{(3)},x_{i+3}^{(4)})(i=1,2,3,4)}
{\displaystyle Y=(y_{1},y_{2},y_{3},y_{4})}.
Обратное к BP — преобразованию, или BP^{-1}, вычисляется следующим образом:

{\displaystyle BP^{-1}:W^{4}\to W^{4}}
{\displaystyle (y_{1},y_{2},y_{3},y_{4})\to (x_{1},x_{2},x_{3},x_{4})} ,где
{\displaystyle (y_{i}^{(1)},y_{i}^{(2)},y_{i}^{(3)},y_{i}^{(4)})=\!y_{i}(y_{i}^{j}\in B{i=1,2,3,4;j=1,2,3,4})}
{\displaystyle x_{i}=(y_{i}^{(1)},y_{i+1}^{(2)},y_{i+2}^{(3)},y_{i+3}^{(4)})(i=1,2,3,4)}
{\displaystyle Y=(y_{1},y_{2},y_{3},y_{4})}.

## Криптоанализ алгоритма
Сотрудниками компании Information Technology R&D Center Mitsubishi Electric Corporation Мицуру Мацуи (Mitsuru Matsui) и Тосио Токита (Toshio Tokita) была обнаружена нестойкость шифра к дифференциальному криптоанализу. Несмотря на это шифр (использующий 12 циклов шифрования) остается стойким с практической точки зрения. Хотя Мицуру Мацуи и Тосио Токита удалось показать, что уровень безопасность шифра E2 с меньшим числом циклов шифрования существенно ниже того, что заявлено разработчиками.

## Недостатки шифра
Высокие требования к энергонезависимой памяти.